# Pseudanthias xanthomaculatus
Pseudanthias xanthomaculatus es una especie de peces de la familia Serranidae en el orden de los Perciformes.

## Hábitat
Es un pez  de mar de clima tropical  que vive hasta los 200 m de profundidad.

## Distribución geográfica
Se encuentran en Nueva Caledonia.